# Safien
Safien (toponimo tedesco; in romancio Stussavgia , in italiano Stossavia, desueto) è una frazione di 282 abitanti del comune svizzero di Safiental, nella regione Surselva (Canton Grigioni), del quale è capoluogo.

## Geografia fisica
Il paese si trova nell'alta val Safien.

## Storia

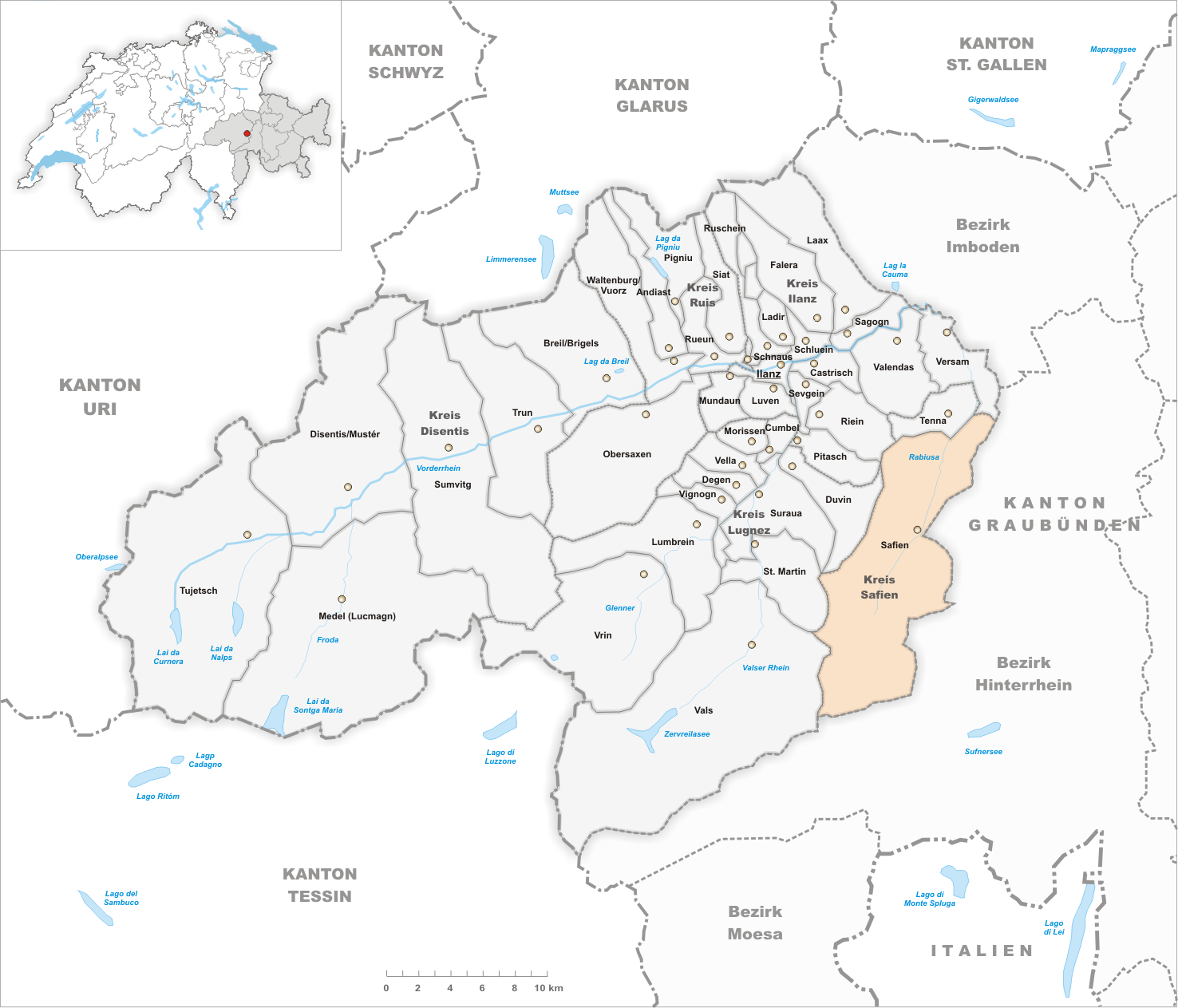
Il territorio del comune di Safien prima degli accorpamenti comunali del 2013

Già comune autonomo che si estendeva per 100,58 km², comprendeva quattro comunità (pürten): Camana, Malönja/Thalkirch, Salpänna/Neukirch e Zalön/Safien-Platz (nucleo principale). Il 1º gennaio 2013 è stato aggregato agli altri comuni soppressi di Tenna, Valendas e Versam per formare il nuovo comune di Safiental, del quale Safien è il capoluogo.

## Monumenti e luoghi d'interesse
- Chiesa riformata di Santa Maria, dei Re Magi e San Teodulo in località Thalkirch, attestata dal 1441[1];
- Chiesa riformata di San Giovanni Battista in località Safien-Platz, attestata dal 1448[1];
- Chiesa riformata di Neukirch, eretta nel 1698[1];
- Diga di Egschi[1].

## Società

### Evoluzione demografica
L'evoluzione demografica è riportata nella seguente tabella:
Abitanti censiti

### Lingue e dialetti
Già paese di lingua romancia, è stato germanizzato da coloni walser a partire dal XIV secolo; nel 2000 la quasi totalità della popolazione parlava tedesco.

## Economia
L'economia locale trae impulso principalmente dal settore primario.